# Tomaž Miklavčič
Tomaž Miklavčič, slovenski pravnik, * [datum rojstva?], [kraj rojstva?].
Bil je vodja Temeljnega javnega tožilstva v Ljubljani, ki je zavrgel več ovadb zoper akterje v trgovini z orožjem.
Po koncu tožilske kariere je bil diplomat v Argentini. Danes je zaposlen na ministrstvu za okolje in prostor, kot inšpektor Gradbenega inšpektorata v Ljubljani.

## Kontroverze

### Delo državnega tožilca

#### Zavrženje kazenske ovadbe zoper Janšo
Mariborski višji javni tožilec je v torek, 25. januarja 1994, na temeljno javno tožilstvo v Ljubljani podal kazensko ovadbo zoper takratnega obrambnega ministra Janeza Janšo zaradi zlorabe položaja, ker je izdal sedem dovoljenj za tranzit vojaškega orožja in opreme čez ozemlje Slovenije in dovolil prodajo 5560 pušk Bosancem po 242 dolarjev (skupno 1.345.520 dolarjev). Že v torek, 1. februarja, in po petih delovnih dneh je ljubljansko tožilstvo ovadbo zavrglo kot neutemeljeno. Temeljno javno tožilstvo v Ljubljani je vodil Tomaž Miklavčič, za karkoli v zvezi z Janezom Janšo pa je bila na tem tožilstvu zadolžena tožilka Barbara Brezigar.

#### Bomba pod Jelinčičevim avtom
Leta 2003 so se ob sojenju v zvezi z razstrelivom, podstavljenim pod avto poslanca Zmaga Jelinčiča, na katerem je nekdanjega poveljnika odreda za hitre intervencije specialne brigade MORiS majorja Ladislava Troho civilno tožil predsednik SDS in nekdanji obrambni minister Janez Janša, pojavili nekateri dodatni dokazi, ki kažejo, da je nekaj tožilcem s pristranskim vodenjem postopkov uspelo preprečiti kriminalistom, da bi organizatorjem podstavitve bombe pod Jelinčičev avto nedvoumno dokazali krivdo.

#### Afera Depala vas
Nekateri tožilci, predvsem Barbara Brezigar in Tomaž Miklavčič, so postopke pristransko vodili tudi v primeru Depala vas, v zvezi s pismi Civilne iniciative in pri raziskovanju kaznivih dejanj, zaradi katerih so bili ovadeni predvsem pripadniki ministrstva za obrambo in najožji sodelavci Janeza Janše. Višje javno tožilstvo v Ljubljani je tako npr. 7. junija 1994 tedanjemu generalnemu državnemu tožilcu Antonu Drobniču poslalo zaprosilo za pravno mnenje, v katerem mu je predlagalo, naj zaradi pristranskega ravnanja Tomaža Miklavčiča nekatere primere, ki so mu bili zaupani, izroči drugemu tožilstvu.
V uvodu je zapisano, da podpisani višji tožilec Pavle Dolenc Antonu Drobniču pošilja "strogo zaupni predlog Ministrstva za notranje zadeve RS štev. 0221/1-Z 21-63/94 z dne 24. 5. 1994 s prilogami" in predlogom, naj glede ovadb zoper pripadnika ministrstva za obrambo Mitjo Kunstlja zaradi ponareditve dokumentov ter zoper Darka Njavra in druge v zadevi Depala vas "določi namesto Temeljnega javnega tožilstva v Ljubljani drugo temeljno javno tožilstvo z območja naše krajevne pristojnosti". Sledi obrazložitev: "Na podlagi okoliščin, ki so navedene v predlogu, MNZ zaključuje, da je bil javni tožilec Temeljnega javnega tožilstva v Ljubljani Tomaž Miklavčič v usmerjanju in koordinaciji pri raziskovanju okoliščin in odgovornosti za domnevna kazniva dejanja pripadnikov MO RS in kriminalistične službe MNZ očitno pristranski. Zaviral naj bi bil razčiščevanje sumov kaznivih dejanj pri pripadnikih MO RS, na drugi strani pa je neobjektivno nastopal zoper pripadnike ONZ [organov za notranje zadeve]. Čeprav ga je MNZ zaprosilo za pomoč in podporo v prisluškovalni aferi, pri ugotavljanju identitete pisca sporočil 'civilne inicijative', pisca sporočila 'pošteni policisti', ni v teh primerih ničesar ukrenil v smeri koordinacije aktivnosti za razčiščenje sumov, da so storilci v MO RS, zaradi česar smiselno ONZ niso mogli proti volji vodilnih v Ministrstvu za obrambo raziskati nekaterih kaznivih dejanj. V izjavi, ki je bila objavljena v Delu dne 29. 3. 1994 v rubriki Prejeli smo, je Tomaž Miklavčič javno potrdil, da ga moti, da so organi za notranje zadeve brez njegove vednosti nadaljevali zbiranje informacij še po vložitvi ovadb zoper pripadnike Ministrstva za obrambo. Po drugi strani je v časopisu Republika z dne 21. 4. 1994 ONZ očital, da ga niso obveščali o svojih odkritjih v zadevah, ko so podali ovadbi zoper neznane storilce za podtaknjeni eksploziv pod avto Zmaga Jelinčiča in zoper pisca sporočil s podpisom 'civilna inicijativa'. " Ker Višje tožilstvo v Ljubljani ni bilo obveščeno o nobenih ukrepih Temeljnega javnega tožilstva (Barbara Brezigar ni sprožila ukrepov, nazadnje pa je leta 1997 in 1998 vse ovadbe zavrgla) in zaradi "znanega dejstva, da je med menoj in Tomažem Miklavčičem komuniciranje zelo redko in ne ravno dobro", je Pavle Dolenc menil, da "ne bi bilo primerno, da o predlogu ONZ odloča naše javno tožilstvo". Zato je Antonu Drobniču predlagal, naj "o tem odloča vaše tožilstvo".
Kmalu nato je bila ustanovljena "posebna tožilska skupina", ki v vseh opisanih primerih ni storila nič, zaradi česar so ovadbe za kazniva dejanja zastarale. Tomaž Miklavčič kljub jasno navedenim kršitvam nikoli ni bil poklican na odgovornost. Delo kriminalistov predvsem v primeru Depala vas je nazadnje izničila Barbara Brezigar z neutemeljenimi zavržbami ovadb.

### Delo gradbenega inšpektorja
Leta 2007 je izdal več odločb o prisilnem rušenju črnih gradenj v polhograjski občini, ki je razburila domačine in župana občine Dobrova–Polhov Gradec. Lastniki pred tridesetimi leti nezakonito zgrajenih objektov so se na odločbo za rušenje takoj pritožili preko svoje odvetnice, vendar od ministrstva za okolje in prostor kot drugostopenjskega pritožbenega organa še niso dobili odgovora niti na svojo pritožbo na inšpektorjevo jesensko odločbo. Župan je v zvezi s tem dejal: "Naj preganja nove črne gradnje, stare pa pusti pri miru, vsaj tiste, ki jih bo po novih prostorskih aktih, sprejeli jim bomo letos, mogoče legalizirati. Namenska raba v starih, še veljavnih prostorskih aktih namreč marsikje temelji še na katastru iz časa Marije Terezije!" Objekte domačinov, ki niso imeli urejenega gradbenega dovoljenja, so porušili.
Razkošna črna gradnja Marka Jakliča, direktorja Lekarne Ljubljana, ki na kraju zavarovane kmetije iz leta 1850 bode v oči s stanovanjsko hišo, gospodarskim poslopjem in bazenom, pa zaradi postopkovnih napak (zaradi česar je postopek prevzela gradbena inšpektorica Tanja Varljen) še vedno stoji. Leta 2015 je Jakliču uspelo doseči legalizacijo gradnje.